# Doutor Julianelli
Gláucio José de Mattos Julianelli, mais conhecido como Doutor Julianelli é um médico e político do Rio de Janeiro, filiado ao Partido Socialista Brasileiro. Exerceu o cargo de deputado estadual.

## Biografia
Nascido em Campos dos Goytacazes, em 20 de dezembro de 1954, Dr Julianelli estudou no Liceu de Humanidades de Campos e na Faculdade de Medicina de Campos, onde se formou em 1978.
Exerceu atividades administrativas e técnicas no Hospital Escolar da AMAN e na Santa Casa de Misericórdia de Resende, Região Sul Fluminense, onde foi diretor geral no período de 1999/2000.[carece de fontes?]
Em 1994 foi designado para compor o corpo médico da Força de Paz da ONU durante a Guerra Civil de Angola, tendo permanecido por 12 meses e retornado após a assinatura do Acordo de Paz de Lusaca, que pôs fim àquele sangrento conflito.
Em 2008, ingressou a carreira política como vereador de Resende.
Se elegeu deputado estadual no Rio de Janeiro em 2014 para o mandato 2015–2019, pelo PSOL. Ao iniciar o mandato, Dr. Julianelli passou a ser o Presidente da Comissão de Representação em Defesa do Rio Paraíba do Sul. Em abril de 2015, foi um dos seis parlamentares a votar contra a nomeação de Domingos Brazão para o Tribunal de Contas do Estado do Rio de Janeiro, nomeação que foi muito criticada na época. Em 2015 filiou-se à Rede Sustentabilidade. Em 2018, ingressou no Partido Socialista Brasileiro (PSB).
No dia 20 de fevereiro de 2017, foi um dos 28 deputados estaduais a votar contra a privatização da CEDAE.